# Геометрично място на точки
Геометрично място на точки (ГМТ) се нарича множеството от всички точки в пространството, отговарящи на определени условия. Често това е сечение на две множества от точки.
Някои геометрични фигури са дефинирани като ГМТ.
Например окръжност е: ГМТ, лежащи на равни разстояния от дадена точка в дадена равнина. Друг пример: права е ГМТ, лежащи едновременно на две пресичащи се равнини (тук едната равнина е едно множество от точки, другата е друго, а правата е сечението на тези множества, тоест ГМТ, които лежат едновременно на двете равнини или са членове едновременно и на двете множества).
Други геометрични фигури в някои частни случаи е целесъобразно да бъдат описани като ГМТ, макар това да не е тяхна общоприета дефиниция. Например квадрат може да се получи като ГМТ, лежащи едновременно върху куб и равнина, успоредна на някоя от стените му и пресичаща поне един негов ръб.
Геометричните места на точки са използвани за геометрични конструкции още от Евклид в неговите „Елементи“: точката се определя като пресечна точка на две геометрични места на точки в една равнина. В класическия случай, където се използват само линийка и пергел, това са две прави, две окръжности или права и окръжност.

## Класически геометрични места в равнинната геометрия
- Геометричното място на точките, които се намират на определено разстояние r от дадена точка M, е окръжността с център M и радиус r. В пространството това геометрично място е сфера с център М и радиус r.

- Геометричното място на точките, които се намират на определено разстояние d от дадена права g, са двете успоредни прави на g на разстояние d.

- Геометричното място на точките, които се намират на равни разстояния от две дадени точки А и B, е симетралата на отсечката AB.

- Геометричното място на точките, които се намират на равни разстояния от две дадени пресичащи се прави g и h, са двете ъглополовящи на g и h.

- Геометричното място на точките, които се намират на едно и също разстояние от две дадени успоредни прави g и h, е средната успоредна права между тях.

- Геометричното място на точките, за които сумата от разстоянията им до две дадени точки F1 и F2 е постоянно равна на 2а, е елипсата с фокуси F1 и F2 и голяма полуос а.

- Геометричното място на точките, за които разликата от разстоянията до две дадени точки F1 и F2 е постоянно равна на 2а, е хиперболата с фокуси F1 и F2 и реална полуос а.

- Геометричното място на точките, които се намират на едно и също разстояние от дадена права g и дадена точка F, е параболата с фокус F и директриса g.

## Пример за приложение
При геометричните построения геометричните места са важно помощно средство за определяне положенията на търсените точки като сечения на геометрични места. Най-често се използват при т. нар. задачи за построение.
Например, за да се начертае тангентата към дадена окръжност k с център М, която минава през дадена точка Р вън от окръжността, трябва да се определи допирната точка към окръжността k. Тя е пресечната точка на две геометрични места на точки:
- Първото е дадената окръжност k.
- Второто е окръжността на Талес над отсечката МР.

Получават се две пресечни точки и следователно две тангенти.